# Ember Elek
Ember Elek Ferenc (Máramarossziget, 1862. március 31. – Budapest, 1943. december 6.) aranydiplomás (1932) gyógyszerész, a Gyógyszerészeti Közlönynek több évtizeden át volt társszerkesztője, a budapesti Belvárosi gyógyszertár megalapítója.

## Életpályája
1882-ben szerzett gyógyszerészi oklevelet a budapesti tudományegyetemen. Ezután Nagybányán dolgozott, ahol az „Arany Sas” patika tulajdonosa lett 1894-től. Nála tanult Kazay Endre (1876–1923) gyógyszerész is, akinek nagy segítséget nyújtott a Gyógyszerészi Lexikon megírásához. 1903-ban Budapestre költözött. 1905-től a Gyógyszerészi Közlöny társszerkesztője lett. Az 1914. évi gyógyszerész sztrájk idején megszervezte több gyógyszertárban a munkavégzést. A Budapesti
Gyógyszerész Testület másodtitkárává, majd a Magyarországi Gyógyszerész Egyesület titkárává választották. 1922-től a budapesti Szervita-téri gyógyszertárat vezette. 1930-ban vonult vissza.

## Családja
Szülei: Ember Ferenc (1828–1870) és Dondon Katalin voltak. 1904. március 5-én, Budapesten házasságot kötött Kosutányi Ilonával.
Temetése a Farkasréti temetőben történt.

## Művei
- Hogyan bánjunk a zugretaxátorokkal? (Gy. Hetilap, 1900)
- Vidéki gyógyszerészek értekezlete Debrecenben (Gy. Közlöny, 1908)
- Munkáspénztár kívánalma és a gyógyszerészek existentiája (Gy. Közlöny, 1908)